# NGC 684
NGC 684 (również IC 165, PGC 6759 lub UGC 1292) – galaktyka spiralna (Sb), znajdująca się w gwiazdozbiorze Trójkąta. Odkrył ją William Herschel 26 października 1786 roku.